# Servicio Austriaco de la Memoria
El Servicio Austriaco de la Memoria (en alemán, Österreichischer Gedenkdienst) es una alternativa al servicio militar austríaco. Los participantes trabajan en instituciones del mundo entero que se dedican a perpetuar la memoria del Holocausto.

## Historia

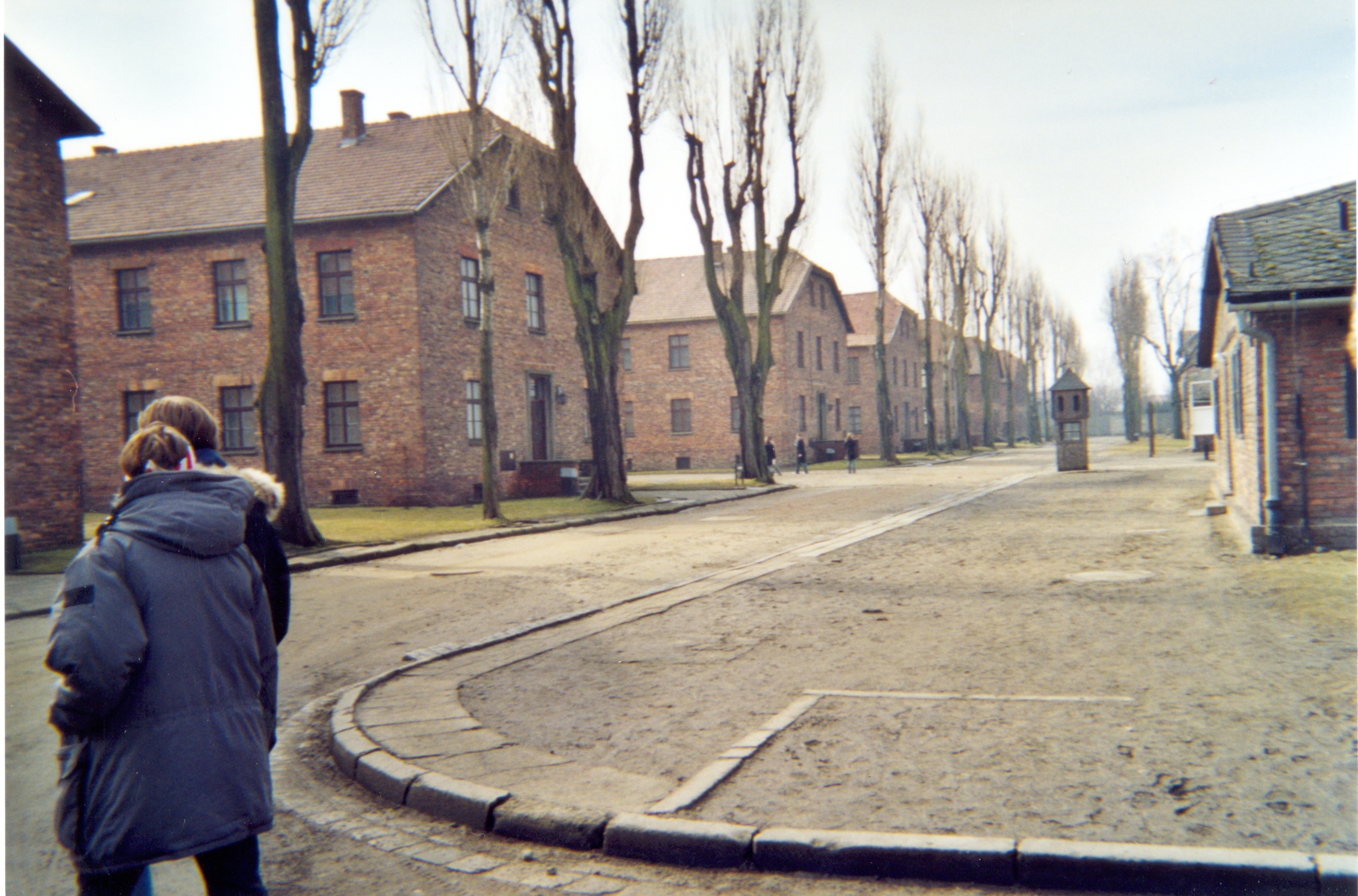
Primer joven austriaco comenzado en Auschwitz en 1 de septiembre, 1992

### Origen
El historiador, politólogo y director científico austriaco de los Días de Historia Contemporánea en Braunau Dr. Andreas Maislinger promovió la idea de un servicio alternativo al servicio militar obligatorio en Austria dedicado a la investigación, comprensión y recuerdo del Holocausto, así como a la conmemoración de sus víctimas desde finales de la década de 1970. El 10 de octubre de 1980 fue invitado por el politólogo Prof. Anton Pelinka a presentar su "servicio civil en Auschwitz" en el programa de televisión de Dolores Bauer "Kreuzverhör". En una respuesta, el presidente federal austriaco Rudolf Kirchschläger rechazó su idea con la declaración "Un austriaco no tiene nada que expiar en Auschwitz". Más tarde, Kirchschläger se retractó de su declaración reconociendo el "logro positivo"  conseguido por "el servicio conmemorativo del holocausto" de Andreas Maislinger.
Entre 1980-1981 Maislinger trabajó como voluntario junto con el profesor Joachim Schlör en la organización no gubernamental pacifista alemana Acción Servicio de Reconciliación para la Paz en su departamento sobre Polonia. En el Museo Auschwitz-Birkenau guiaba a grupos de adolescentes alemanes. A su regreso, estaba convencido de realizar un programa similar en Austria. Para ello contó con el apoyo de Simon Wiesenthal, Teddy Kollek, Ari Rath, Herbert Rosenkranz, Gerhard Röthler y Karl Pfeifer. 
En 1991, el canciller austriaco Franz Vranitzky fue el primer canciller de Austria en admitir y reconocer la parte de responsabilidad del pueblo austriaco en los crímenes cometidos por el nacionalsocialismo durante la Segunda Guerra Mundial. El nuevo planteamiento rechazaba el mito entonces establecido de que Austria era simplemente la primera víctima del nazismo. Esto supuso un nuevo enfoque dentro de la clase política austriaca con respecto a su postura y tratamiento del papel de Austria y de los austriacos durante la época del nacionalsocialismo. El Gedenkdienst es una consecuencia de este reconocimiento.

### Implementación
En 1991, Andreas Maislinger recibió una carta del ministro del Interior, Franz Löschnak, en la que le informaba de que el Servicio de la Memoria Gedenkdienst contaba con el permiso del Gobierno austriaco para ser una alternativa al servicio civil. Los fondos necesarios serían aportados por el Ministerio Federal del Interior.

## Concepto
El Servicio de la Memoria Gedenkdienst es el concepto de afrontar y asumir la responsabilidad de los capítulos más oscuros de la historia del propio país mientras (idealmente) se recibe apoyo financiero del propio gobierno para hacerlo. Gedenkdienst tiene como base el reconocimiento, la disculpa y la asunción de responsabilidades por las atrocidades cometidas por la sociedad del propio país en la historia. El Servicio de la Memoria no consiste en la atribución de culpas pasadas a otras personas, sino que otras personas asumen voluntariamente la responsabilidad por el mal cometido por autores de su propio país. Gedenkdienst es honestidad con el pasado del propio país y el deseo de rectificar los errores del pasado. Gedenkdienst es sentar las bases para mejorar las relaciones entre las partes en conflicto. Gedenkdienst es proporcionar a las personas del bando de los perpetradores una plataforma para la educación y acudir al bando de las víctimas para servir al recuerdo del mal causado y a la conmemoración de sus víctimas. El Servicio de la Memoria consiste en que los miembros del bando de los perpetradores apoyen la vida y la cultura en el bando de las víctimas. Gedenkdienst es la paz basada en la honestidad y la responsabilidad respecto al pasado. El Servicio de la Memoria es encarnar y promulgar la disculpa. 
En el caso de Austria, el Servicio de la Memoria Gedenkdienst recuerda el Holocausto y apoya la cultura y la vida judías, así como las de otros grupos víctimas del Holocausto. En otros países, un Servicio de la Memoria Gedenkdienst puede recordar atrocidades y víctimas diferentes.

## Asociaciones de apoyo

### Asociación Never Forget, de 1994 a 2017
La asociación proporcionó puestos en 19 lugares conmemorativos de Alemania y Polonia. La asociación "Never Forget" participó activamente en el trabajo juvenil contra el olvido. La asociación cesó sus actividades y se extinguió en 2017.

### Servicio Austriaco en el Extranjero desde 1998 (Österreichischer Auslandsdienst)
Andreas Hörtnagl y Andreas Maislinger fundaron la organización "Austrian Service Abroad" en 1998.
La organización es la mayor de Austria y envía personal a seis continentes del mundo para realizar labores de conmemoración del Holocausto, servicios sociales y servicios de paz. El Servicio Austriaco en el Extranjero se caracteriza por ofrecer tres tipos de servicio: el Gedenkdienst, el Servicio Social Austriaco y el Servicio Austriaco para la Paz. En mayo de 2023, Maislinger dimitió como presidente tras recibir críticas públicas.

### El Servicio de la Memoria desde 1992
Walter Gruggenberger (SPÖ), Andreas Hörtnagl (ÖVP) y Andreas Maislinger (políticamente independiente) fundaron la asociación del Gedenkdienst en 1992. La asociación quería aumentar la concienciación sobre el Holocausto, incluidas sus causas y consecuencias. La asociación se encarga de la selección y el cuidado de sus voluntarios antes, durante y después de su servicio. Los voluntarios tienen la posibilidad de solicitar un puesto en una de las organizaciones asociadas. Además, es muy importante comprender el papel de los austriacos como delincuentes, víctimas y espectadores. También las mujeres tienen la posibilidad de prestar un Gedenkdienst de un año de duración en el marco del Servicio Voluntario Europeo (SVE). Las voluntarias fueron patrocinadas por primera vez en el año 2008 por el "Geschwister-Mezei-Fond", que se creó con el objetivo de dar a las mujeres la posibilidad de realizar el Gedenkdienst en las mismas condiciones que los hombres.

## Organizaciones colaboradoras
Argentina
- Buenos Aires - Asociación Filantrópica Israelita (AFI) – Hogar Adolfo Hirsch (San Miguel)

 Alemania
- Augsburg - Jüdisches Museum Augsburg Schwaben
- Berchtesgaden - Dokumentation Obersalzberg
- Berlín - Museo Judío de Berlín
- Berlín - Stiftung Neue Synagoge Berlin
- Moringen - KZ-Monumento en Terhaus Moringen
- Fürstenberg/Havel - Mahn- und Gedenkstätte Ravensbrück 
- München - Jüdisches Museum München
- Oranienburg - Gedenkstätte Sachsenhausen
- Wolfenbüttel - Gedenkstätte in der JVA Wolfenbüttel

 Australia
- Melbourne – Jewish Holocaust Museum and Research Centre

 Bélgica
- Bruselas – European Union of Jewish Students
- Bruselas – CegeSoma - Centre d'Ètude Guerre et Sociéte

 Bulgaria
- Sofía – Schalom – Organización de los Judíos en Bulgaria

 Brasil
- São Paulo – Jüdisches Museum von São Paulo
- Petropolis – Casa Stefan Zweig

 Canadá
- Montreal – Holocaust Memorial Centre
- Montreal – Kleinmann Family Foundation

 China
- Shanghái – Center of Jewish Studies

 Estados Unidos de América
- Detroit – Holocaust Memorial Center
- Houston – Holocaust Museum Houston
- Los Ángeles – Centro Simon Wiesenthal
- Los Ángeles – Survivors of the Shoah Visual History Foundation
- Nueva York – Museum of Jewish Heritage
- Reno – Center for Holocaust, Genocide & Peace Studies
- Richmond – Virginia Holocaust Museum
- San Francisco – Holocaust Center of Northern California
- St. Petersburg – The Florida Holocaust Museum

 Croacia
- Jasenovac - Jasenovac Memorial Site

 Estonia
- Tallinn - Vabamu Museum of Occupations and Freedom

 Francia
- Oradour – Centre de la Mémoire d´Oradour
- París – La Fondation pour la Mémoire de la Déportation
- París - Amicale de Mauthausen

 Grecia
- Atenas - Jewish Museum of Greece
- Chania - Etz-Hayyim-Synagoge

 Hungría
- Budapest – Centro Europeo para los Derechos del Pueblo Gitano

 India
- Dharmshala – Tibetan Welfare Office

 Israel
- Jerusalén – AIC – Alternative Information Center
- Jerusalén – LAW – The Palestinian Society for the Protection of Human Rights and the Environment
- Jerusalén – Yad Vashem
- Tel Aviv - Anitta Müller-Cohen Elternheim
- The Liebling Haus - White City Center
- Wiener Library for the Study of the Nazi Era and the Holocaust - Elias Sourasky Central Library
- Zikaron BaSalon

 Italia
- Como – Istituto di Storia Contemporanea ¨Pier Amato Perretta¨(ISC)
- Milán – Centro di Documentazione Ebraica Contemporânea
- Prato - Museo della Deportazione
- Predappio - Comune di Predappio
- Roma - Fondazione Museo della Shoah
- Jüdisches Museum Rom
- Trieste - Jüdische Gemeinde Triest

Japón
- Hiroshima – Hiroshima Peace Culture Foundation

 Letonia
- Riga – Museum Juden in Lettland|Museum „Juden in Lettland“]]
- Museum of the Occupation of Latvia
- Žanis-Lipke-Gedenkstätte

 Lituania
- Vilnius – Vilna Gaon Museum of Jewish History

 Mauricio
- Senneville Riviere des Anguilles – Island Hebrew Congregation Senneville Riviere des Anguilles

 Nueva Zelanda
- Wellington – Holocaust Centre of New Zealand

 Países Bajos
- Ámsterdam – UNITED for Intercultural Action

 Pakistán
- Lahore – SOS Children Villages Pakistan

 Polonia
- Cracovia – Centro de la Cultura Judaica

 Portugal
- Oporto - Holocaust Museum of Oporto

 Reino Unido
- Londres – The National Yad Vashem Charitable Trust
- Londres – Institute of Contemporary History and Vienese Library

 Rumania
- Timisoara (planificado)
- Nusfalau - Holocaust Museum in Nordtransilvanien

 Serbia
- Belgrado - Verband der jüdischen Gemeinden Serbiens – Jüdisches historisches Museum

 Sudáfrica
- Durban – Durban Holocaust & Genocide Education Centre
- Ciudad del Cabo – Cape Town Holocaust & Genocide Centre
- Johannesburg – Johannesburg Holocaust and Genocide Education Centre

 Suecia
- Estocolmo - Schwedisches Holocaustmuseum
- Upsala - The Uppsala Programme for Holocaust and Genocide Studies

 Suiza
- Zúrich - Hugo Mendel Stiftung

 Taiwan
- Taipeh - Jeffrey D. Schwartz & Na Tang Jewish Taiwan Cultural Association

## Reconocimientos
- Sigo con gran interés los trabajos del Servicio de la Memoria y la organización cuenta con todo mi apoyo.

- Simon Wiesenthal
- "A menudo he afirmado que no existe ninguna asociación austriaca que envíe jóvenes a Israel, como la organización alemana "Aktion Sühnezeichen". Me ha emocionado leer que ahora sí la hay, gracias a la posibilidad de realizar el servicio civil austriaco en el marco del Servicio de la Memoria."

- Teddy Kollek
- "Como antiguo prisionero político polaco de un campo de concentración fascista e historiador de la Segunda Guerra Mundial, quiero aprovechar la honorable oportunidad de hablar ante la Cámara Alta. Quiero dar las gracias a todos los jóvenes austriacos, que tanto trabajan por el recuerdo del pasado. Aquí pienso especialmente en la gente del archivo de documentación de la resistencia austriaca bajo la dirección del Prof. Wolfgang Neugebauer, en la comunidad austriaca del campo de Mauthausen, en el Gedenkdienst, y también en las iniciativas locales de las comunidades de Gusen, Langenstein y St. Georgen en Oberösterreich, en el círculo de trabajo para el cuidado de la patria, la memoria y la historia."

- Władysław Bartoszewski
- "Le agradezco la información sobre el resultado positivo de su realizado Servicio de la Memoria."

- Rudolf Kirchschläger
- "El Servicio de la Memoria es una iniciativa impresionante."

- Thomas Klestil
- "Me siento muy cercano a esta organización y siento un gran respeto por sus servidores, porque lo que consiguen es el camino correcto para Austria: mirar al pasado directamente a los ojos y hacer algo contra él. Por no decir que fuimos las primeras víctimas."

- Walter Kohn
- "Me gusta apoyar y recomendar la iniciativa del Servicio de la Memoria. Es un verdadero servicio que pueden y deben prestar los jóvenes."

- Christoph Schönborn
- "Mucha gente no tiene ni idea de lo que consiguen esos jóvenes austriacos, que enderezan sus columnas vertebrales para que puedan volver a caminar rectos, tampoco yo, que pertenezco a esta generación."

- Dietmar Schönherr
- "Considero el proyecto Servicio de la Memoria una iniciativa importante y valiosa al servicio de la paz y la comunicación de los pueblos."

- Wolfgang Schüssel
- "El Servicio de la Memoria es un trabajo de memoria, que también es un puente entre el "mundo de ayer" y la Austria moderna y democrática. También es un recordatorio de que valores actuales como el sentido de la responsabilidad y el valor moral no han perdido su importancia."

- Michael Spindelegger
- "Cada generación tiene que ser consciente del horror del pasado para poder construir un nuevo mundo de paz y respeto de los derechos humanos. El proyecto Servicio de la Memoria responde a este importante reto de sensibilizar sobre el significado de las palabras "Nunca olvides"."

- Franz Vranitzky